# Herrschaft Scharfeneck

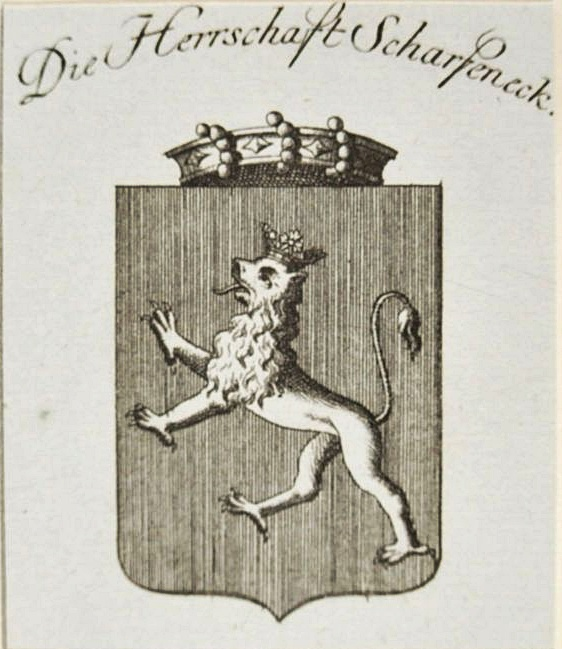
Wappen der Herrschaft Scharfeneck

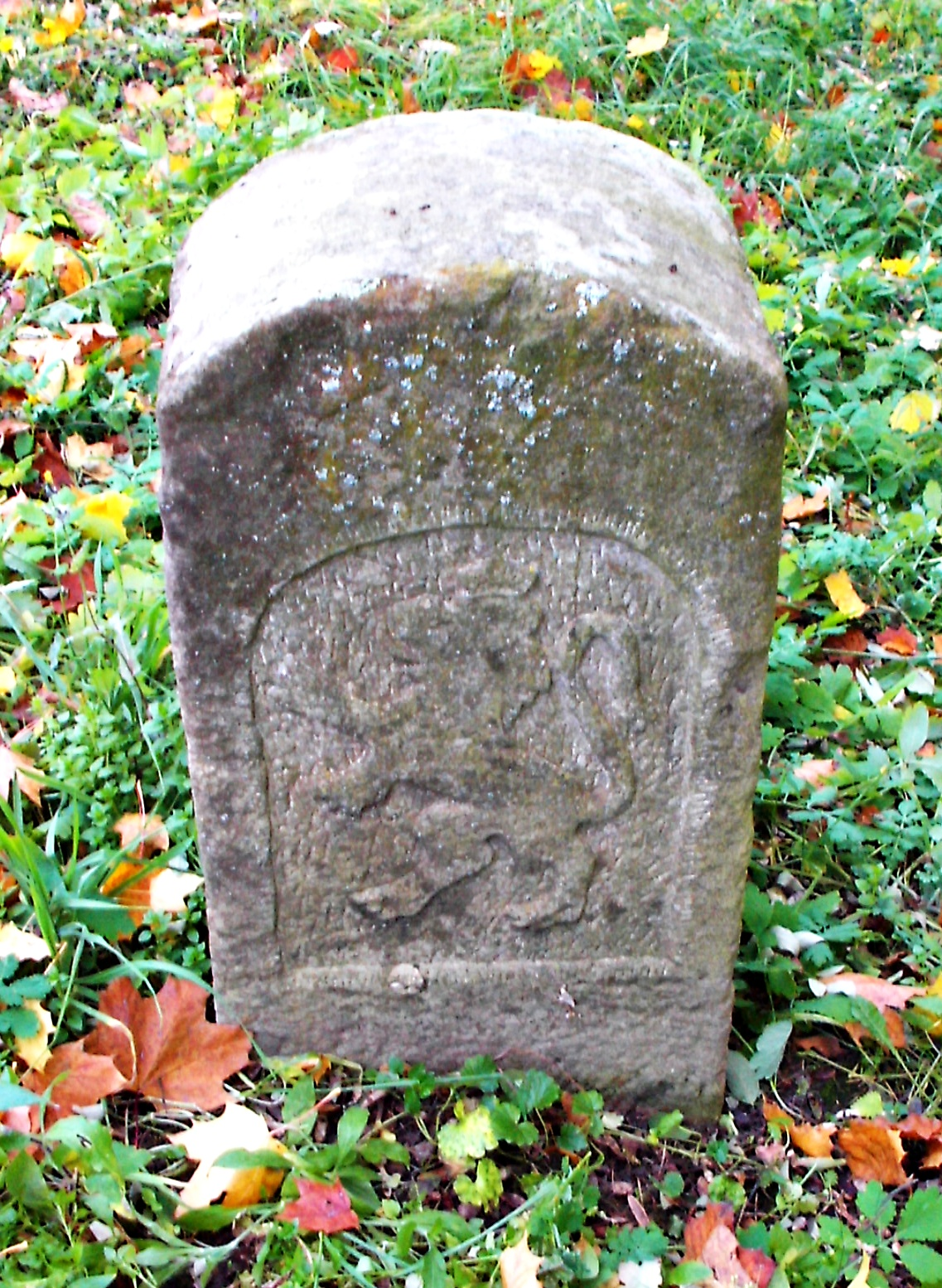
Historischer Grenzstein der Herrschaft Scharfeneck, 1783; Standort Alter Friedhof Albersweiler-St. Johann

Die Herrschaft Scharfeneck südwestlich von Neustadt an der Weinstraße, in Rheinland-Pfalz, war ein ehemals eigenständiges Territorium innerhalb des  Heiligen Römischen Reiches.

## Geschichte
Die Herrschaft war benannt nach Burg Neuscharfeneck oberhalb der Ortschaft Ramberg  im Pfälzerwald, bzw. nach deren ehemaligen Besitzern, den Herren von Scharfeneck. Letztere starben mit Friedrich von Scharfeneck, 1416 aus und das Gebiet fiel an die Kurpfalz.   
Kurfürst Friedrich I. der Siegreiche (1425–1476) regierte die Kurpfalz an Stelle seines Neffen, des späteren Kurfürsten   Philipp des Aufrichtigen.
Mit seiner aus niedrigem Adel stammenden Frau Clara Dett hatte Friedrich I. zwei Söhne. Beide waren in der Kurpfalz nicht erbberechtigt. Der ältere Sohn, Friedrich von Bayern (1460–1474), starb früh als Kleriker. Zur Versorgung des jüngeren Sohnes Ludwig von Bayern (1463–1523) bestimmte Kurfürst Friedrich u. a. das nunmehr pfälzische Klein-Territorium der „Herrschaft Scharfeneck“, mit Burg Neuscharfeneck als Zentrum. Es blieb jedoch Teil des Fideikommisses aller Wittelsbacher Besitztümer. Diese Bestimmung wurde vom Nachfolger, Kurfürst Philipp dem Aufrichtigen, bestätigt und mit Beginn des Jahres 1477 vollzogen. Im Jahre 1488 erhielt Ludwig von Bayern auch die kurpfälzische Grafschaft Löwenstein und die Familie nannte sich von dieser Zeit an Löwenstein oder Löwenstein-Scharfeneck, woraus sich die heutigen Fürsten zu Löwenstein-Wertheim, mit unterschiedlichen Familienzweigen entwickelten.

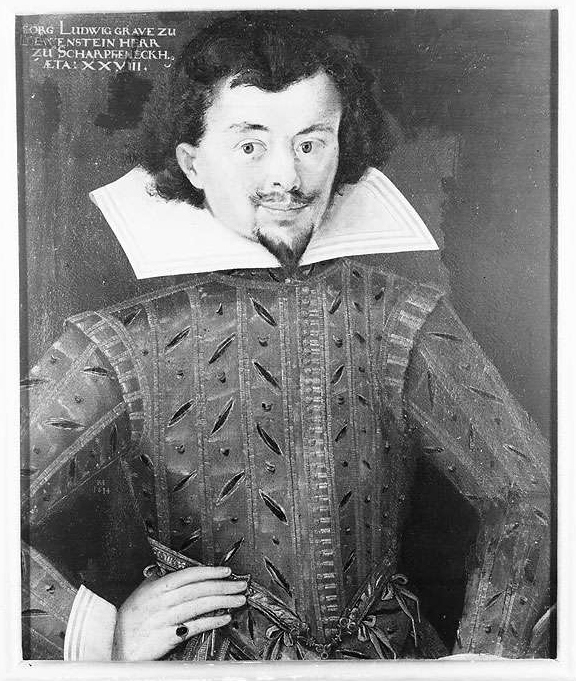
Georg Ludwig Graf von Löwenstein-Scharfeneck

Graf Georg Ludwig von Löwenstein-Scharfeneck (1587–1633), letzter männlicher Spross seines Familienzweiges und Anhänger der Reformation, verfiel 1622 als Parteigänger des rebellierenden Winterkönigs Friedrich V. von der Pfalz der Reichsacht und ging der Herrschaft Scharfeneck verlustig. 1633 starb mit ihm die Familienlinie im Mannesstamm aus.
Kaiser  Ferdinand II. übertrug 1634 die Herrschaft Scharfeneck dem Grafen Johann Dietrich aus dem verwandten, katholischen, schließlich gefürsteten Familienzweig Löwenstein-Wertheim-Rochefort (später umbenannt in Löwenstein-Wertheim-Rosenberg), in dessen Besitz das Gebiet bis zur französischen Okkupation 1794 blieb. Regierungssitz war zunächst Wertheim am Main, dann Schloss Löwenstein in Kleinheubach.
Am 28. Dezember 1793 verließ die fürstlich löwensteinische Verwaltung die Herrschaft Scharfeneck und kehrte nie mehr zurück. Das Territorium wurde im Jahr 1794 von Frankreich besetzt, 1798 der Französischen Republik angegliedert und 1801 im Frieden von Lunéville völkerrechtlich abgetreten.
Im Reichsdeputationshauptschluss von 1803 erhielt das Haus Löwenstein-Wertheim-Rosenberg für seine verlorenen linksrheinischen Gebiete – hauptsächlich die Herrschaft Scharfeneck – territorielle Entschädigungen am Untermain. Dadurch gelang es den Löwensteinern, ihr nun ausschließlich rechtsrheinisches Staatsgebiet zu konsolidieren. Bereits 1806 wurde das gesamte Fürstentum jedoch von den Rheinbundstaaten mediatisiert und aufgeteilt, wodurch man die bisher souveränen Fürsten zu Löwenstein-Wertheim-Rosenberg in Standesherren umwandelte.

## Territorium

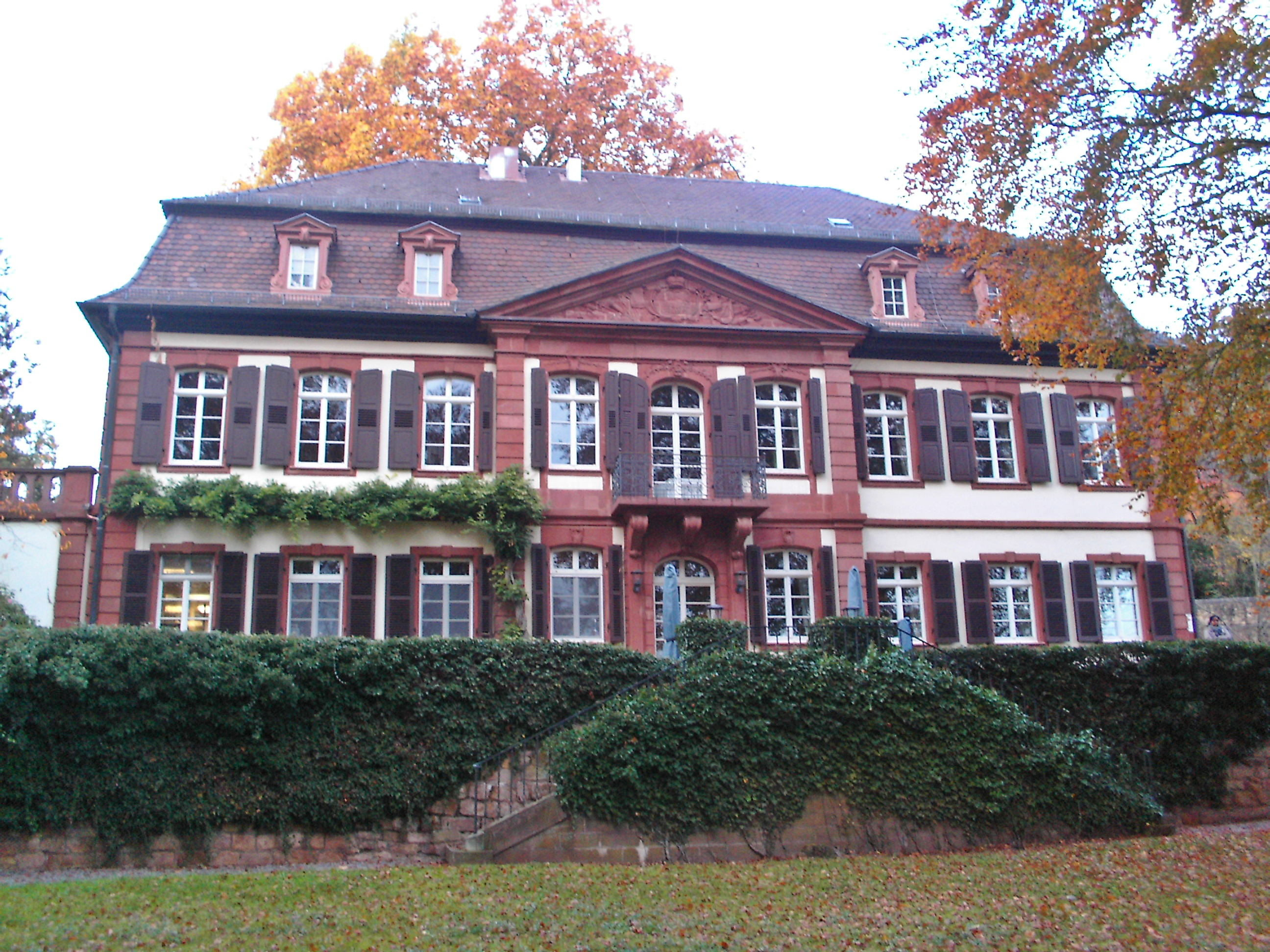
Das Löwensteiner Amtsschloss, in Albersweiler-St. Johann

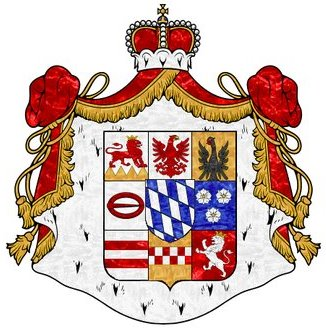
Großes Wappen des Fürstenhauses Löwenstein-Wertheim-Rosenberg; die Herrschaft Scharfeneck wird durch den gekrönten silbernen Löwen im roten Feld symbolisiert (vom Beschauer aus unten rechts). Der rote Löwensteiner Löwe (oben links) ging in drei Ortswappen der ehemaligen Herrschaft Scharfeneck ein

Im Jahre 1793 umfasste die Löwensteiner Herrschaft Scharfeneck folgende linksrheinische Dörfer: 
Albersweiler-Ortsteil St. Johann mit Verwaltungssitz Ramberg, Dernbach, Bindersbach und das bei Alzey gelegene Exklavedorf Gau-Köngernheim.
Das Ortswappen von Dernbach führt bis heute den roten Löwen des Hauses Löwenstein und nimmt damit Bezug auf die ehemalige Zugehörigkeit des Dorfes zur Herrschaft Scharfeneck. Mit dem roten Löwen im Ortswappen von Ramberg hat es die gleiche historische Bewandtnis (wenngleich er fälschlich zuweilen als kurpfälzischer gedeutet wird); ebenso mit jenem im Gemeindewappen von Bindersbach.
Verwaltungssitz der Herrschaft Scharfeneck war zunächst Burg Neuscharfeneck, die im Dreißigjährigen Krieg, 1629 oder 1633, gesprengt wurde. Danach verlegte man die Verwaltung in die Konventsgebäude des aufgelösten Reuerinnenklosters St. Johann zu Albersweiler. 1764 ließ Fürst Karl Thomas (1714–1789) den Konvent (außer der Kirche) abtragen und dort als Regierungssitz der Herrschaft Scharfeneck das bis heute erhaltene Amtsschloss im Rokokostil erbauen (jetzt BASF-Studienhaus).